# Hedvig Keppler
Hedvig Keppler, nata Hedvig Lovisa Keppler (Turku, 1831 – Turku, 10 ottobre 1882) è stata una fotografa finlandese.

## Biografia
Sappiamo che iniziò ad occuparsi di fotografia contemporaneamente alla prima donna professionista finlandese Caroline Becker nel 1859, ma dalle scarsissime informazioni apprendiamo che si formò a San Pietroburgo e che alla fine del 1860 aveva cessato la sua attività di cui non sappiamo se fu professionale o solo amatoriale. Tali informazioni aggiungono che usava ambrotipi di cui però non ci è giunta nessuna fotografia. Il 21 dicembre 1861 sposò il panettiere Carl Fredrik Löfman (1830-1913) da cui ebbe due figli, un maschio ed una femmina, entrambi morti da piccoli.
Secondo un censimento, che coinvolse anche alcuni dei paesi confinanti come Russia ed Estonia, in Finlandia lavoravano molte donne in fotografia e nell'elenco viene già indicata nel 1859 come professionista anche Hedvig Keppler.